# Эпикопея
Эпикопея или эпикопея изменчивая (лат. Epicopeia mencia) — вид бабочек из рода Epicopeia в составе семейства эпикопеиды. Обычно считается реликтом третичного периода.
Один из двух видов (второй вид — носса уссурийская, или палеарктическая) тропического семейства эпикопеиды на территории России, некоторые представители которого известны своим сходством с дневными бабочками — парусниками из родов Pachliopta и Atrophaneura, с которыми они обитают на одних и тех же территориях преимущественно в тропиках и субтропиках юго-восточной Азии, являясь примером мюллеровской мимикрии. На юге Дальнего Востока встречаются только парусник-алкиной, которому и подражает эпикопея. Однако, на территории юга Дальнего Востока России эпикопея встречается только в цветовой форме f. albofasciata Djakonov, 1926, которая по внешности напоминает Pachliopta aristolochiae, а также некоторых Papilio, обитающих в Юго-Восточной Азии, то есть там, где не встречается E. mencia f. albofasciata. Номинативная темнокрылая форма эпикопеи, которая напоминает Atrophaneura alcinous, с территории России не известна, но встречается на северо-востоке Китая и южнее.

## Описание
Довольно крупные бабочки с тонким, слабо опушенным телом и широкими крыльями. Размах крыльев 90—95 мм. Передние крылья удлиненно-лопастевидные или треугольные, с широко округлой вершиной. Общий фон крыльев тёмно-серый или серо-чёрный. Задние крылья со слабым металлически-зеленым отблеском. Иногда обе пары крыльев имеют срединную белую перевязь, а также ряд белых пятен на передних крыльях. Задние крылья зауженные, вырезанные по наружному краю и несут длинные хвостики, образованные за счет удлинения жилок M1-M5. По наружному краю задних крыльев проходит двойной ряд красных пятен.
Голени задних ног с 2 парами шпор. Глаза крупные округлые голые. Хоботок голый. Губные щупики хорошо развитые, загнуты вверх. Усики двоякогребенчатые. Тимпанальный аппарат расположен на II сегменте брюшка.

## Ареал
Основной ареал эпикопеи охватывает юг Дальнего Востока России (Еврейскую АО, крайний юг Хабаровского края и Приморье), Северо-Восточный, Северный и Восточный Китай, Корею. На территории Японии и Тайваня встречается внешне похожий вид — Epicopeia hainesii Holland, 1889. На северо-восточной окраине своего ареала вид представлен отдельными локально распространёнными популяциями.
На территории России стабильная популяция вида обитает на Гайворонской сопке — село Гайворон, Спасский район. Ближайшие к Гайворонской сопке места обитания в Спасском районе известны по единичным находкам у сел Кронштадка, Нововладимировка (находки 1975—1976 годов) и Татьяновка. За пределами Спасского района в Приморском крае вид найден в окрестности с. Шмаковки, города Арсеньева и с. Верхний Перевал (Пожарский район), а также в окрестностях пос. Вяземский и вдоль рек Хор, Кия и Чирки (юг Хабаровского края).
В июле 2014 года было поймано (в июле 2018 года — встречено) несколько особей в районе имени Лазо Хабаровского края, в окрестностях поселка Киинск, однако в 2019 году в этом месте невысокие придорожные ильмы были вырублены, и в доступных для наблюдений местах эпикопея, вероятно, исчезла. Так же были случаи нахождения мертвых особей и крыльев в пойме реки Чирки и на берегу озера Хака. В июле 2019 года была обнаружена сбитая машиной и погибшая эпикопея на дороге близ Галкино восточнее Хабаровска. Наблюдения указывают на то, что южнее и восточнее города Хабаровска может обитать популяция эпикопеи. Пока самая северная достоверная находка в Хабаровском крае — одного заднего крыла в пойме реки Чирки у устья реки Одыр 20 июля 1990 года (А. М. Долгих, материалы Большехехцирского заповедника). На территории Еврейской АО эпикопея отмечалась всего два раза: в 30 км ЮВ Биробиджана (Стрельцов, Осипов, Рубцова, 2003) и в 3 км ЮЗ пос. Приамурский (Кошкин, Антонов, 2017).
Советский энтомолог Алексей Иванович Куренцов указывал, что бабочки встречаются в долинных широколиственных лиановых лесах. Современные же наблюдения показывают обитание вида в долинных и пойменных перелесках с произрастанием кормовых растений.

## Биология
В год развивается одно поколение. Время лёта бабочек приходится на вторую-третью декаду июля; в окрестностях Хабаровска все находки пришлись на вторую декаду июля. Сроки отрождения бабочек сильно сжаты и период лёта очень непродолжителен — лёт происходит до первых чисел августа. Вероятно, продолжительность жизни имаго составляет всего несколько суток. В пользу такого предположения свидетельствует заметная редукция ротового аппарата бабочек, очевидно, неспособных питаться на стадии имаго. Подтверждением этому может также служить и тот факт, что к пахучим приманкам эпикопеи совершенно безразличны. Бабочки встречаются в лиановых широколиственных лесах.
Бабочки летают, преимущественно самцы, вокруг близлежащих деревьев. Самки летают редко, обычно они спокойно сидят на вершинах кустов или деревьев. Самцы летают на значительной высоте, проявляя наибольшую активность во второй половине дня. Некоторые особи летают на высоте до 20 метров над кронами деревьев. Обычно полёт происходит непосредственно над кронами деревьев и летящие бабочки приходится преодолевают препятствия в виде высоких одиночных деревьев над кронами общего древесного яруса. Изредка самцы пикируют вниз под углом к земле, а затем взмывают вверх.
С наступлением сумерек активный лёт бабочек прекращается. В дождливую и прохладную погоду бабочки вообще не летают, пережидая непогоду в укромных местах. При низкой численности бабочек даже летающие особи удаётся увидеть редко, и только в отдельные дни можно наблюдать оживленный лёт самцов в местах концентрации основного числа яйцекладок, которые сохраняются из года в год.

## Размножение
Самцы активно разыскивают неоплодотворённых самок и спариваются с ними иногда еще до того, как у самки полностью расправятся крылья и она сумеет отправиться в первый полёт. Спаривание происходит обычно на стеблях высоких травянистый растений, куда взбираются только что отродившиеся самки, или в кронах деревьев. Вероятно, самцы находят самок при помощи феромонов, выделяемых неоплодотворёнными самками, на что указывают случаи подлёта других самцов к спаривающимся парам и наблюдающиеся в естественных условиях случаи успешного спаривания самцов с самками, имеющими врожденные дефекты крыльев. Способность самцов спариваться с такими «уродливыми» самками, связана с отсутствием демонстративного брачного поведения у последних. Отсутствие такого ритуала у эпикопей подтверждается многолетними наблюдениями. Самки во время копуляции очень пассивны, а самцы лишь периодически трепещут крыльями. Спаривание продолжается в течение нескольких часов, и в это время бабочки почти не реагируют на внешние раздражители, в том числе и на беспокойство со стороны наблюдателей, так что их спокойно можно взять в руки.
Самки отличаются удивительной привязанностью к однажды выбранным для откладывания яиц местам, которые остаются неизменными на протяжении многих лет, и, как правило, представлены одними и теми же деревьями ильма. При этом высота деревьев не имеет никакого значения: будь то мелкорослый куст или высокое дерево. Единственное, что выделяет их среди других ильмов — достаточно хорошая освещенность. Предпочтение отдается деревьям, которые растут по опушкам лесов, на полянах, тогда как деревья в глубине лесных массивов, избегаются бабочками. Такая избирательность приводит к тому, что основная масса мест откладывания яиц концентрируется на немногих, пользующихся особой привлекательностью для бабочек, ильмах (вяз), находящихся на опушках леса.
Откладывание яиц отмечено в период с 11 по 29 июля и происходит чаще в середине дня. Найдя подходящий ильм, самка приступает к откладыванию яиц. Для этого она садится сверху на лист и, подгибая брюшко под грудь, прижимает его к нижней поверхности листа, куда и приклеивает свои яйца, светло-желтого цвета, шаровидной формы и слегка уплощенные на вершине. Яйца размещаются на нижней поверхности листа в один слой. Самка откладывает от 51 до 243 яиц. Стадия яйца длится от 6 до 13 дней. Отродившиеся гусеницы уже через несколько часов или на следующий день приступают к первой линьке, которая у всех гусениц одной яйцекладки обычно заканчивается через 32—34 часа после вылупления. Для линьки гусеницы собираются на нижней стороны листа кормового растения. После линьки гусеницы поедают собственный экзувий и продолжают питаться сперва мякотью листьев, оставляя только жилки (скелетируют лист), а взрослые гусеницы съедают весь лист целиком, оставляя нетронутыми только центральную жилку.
Внешний вид гусениц эпикопеи является весьма своеобразным из-за имеющихся на их телах белых рыхлых восковидных волокон, укрывающих толстым слоем спину и бока гусеницы. Налёт этих белых волокон чрезвычайно неясен и очень легко стирается при прикосновении к гусенице. Однако, белый налёт также быстро восстанавливается, со временем нарастая до прежней толщины. Под белым налётом основной цвет тела гусеницы желтовато-зелёный с рисунком из чёрных линий и точек.
Гусеницы живут колониями, во время кормления и отдыха располагаясь исключительно на нижней стороне листьев и держатся плотными группами. В старших возрастах происходит рассредоточение отдельных особей гусениц. В первое время гусеницы обычно более активны ночью. Будучи потревоженными, гусеницы резко изгибают в сторону переднею часть тела. За время своего развития гусеницы проходят 4 линьки и, следовательно, 5 возрастов.
Продолжительность жизни 2, 3, 4 и 5 возрастов оставляет соответственно 5—6, 8—10, 14—15 и 9—12 дней. На 33—37 день после рождения гусеницы заканчивают своё индивидуальное развитие и в конце августа — первой половине сентября спускаются на шелковичных нитях в лесную подстилку, где и окукливаются. Взрослая, готовая к окукливанию гусеницу отличается заметно укороченному телом и очень высоким, рельефным слоем белого налёта на теле. Такой утолщенный слой восковых волокон, вероятно является пассивной защитой гусениц от хищников. Перед окукливанием гусеницы перестают питаться и могут выделять из ануса особую коричневую жидкость. Перед окукливанием гусеницы становятся беспокойными, торопливо ползают по ветвям и стволу кормового дерева. Периодически они замирают на короткий промежуток времени, а потом возобновляют движение. Спустивших с кормового дерева, гусеницы отползают от него на расстояние до 60 см, и зарываются в лесную подстилку на глубину до 4,5 см. Здесь они окукливаются в лёгком шелковистом коконе белого цвета. Таким образом, основная масса куколок находится вблизи деревьев вяза, на котором ранее кормились гусеницы.